# Bahhur
Bahhur (tiếng Ả Rập: بحور, cũng đánh vần Behauwar hoặc Bohur) là một ngôi làng ở phía bắc Syria nằm về phía tây bắc của Homs trong Tỉnh Homs. Theo Cục Thống kê Trung ương Syria, Bahhur có dân số 108 người trong cuộc điều tra dân số năm 2004. Cư dân của nó chủ yếu là Kitô hữu Chính thống Hy Lạp.